# KFF Vllaznia Shkodër
Maillots
Le Klubi i futbollit femrave Vllaznia Shkodër est un club albanais féminin de football basé à Shkodër.

## Palmarès
| Compétitions nationales |
| --- |
| - Championnat d'Albanie - Champion (12) : 2014, 2015, 2016, 2017, 2018, 2019, 2020, 2021, 2022, 2023, 2024, 2025. - Coupe d'Albanie - Vainqueur (9) : 2014, 2015, 2016, 2017, 2018, 2019, 2020, 2021, 2022. |